# Čmelíny
Čmelíny (en allemand : Stmelin) est une commune du district de Plzeň-Sud, dans la région de Plzeň, en République tchèque. Sa population s'élevait à 129 habitants en 2022.

## Géographie
Čmelíny se trouve à 6 km à l'est de Nepomuk, à 35 km au sud-est de Plzeň et à 87 km au sud-ouest de Prague.
La commune est limitée par Tojice, Vrčeň et Čížkov au nord, par Kasejovice à l'est et au sud, et par Mohelnice à l'ouest.
Le ruisseau nommé Víska traverse la commune.

## Histoire
La première mention écrite de la localité date de 1384.
En 1655, Víska appartenait comte de Frautsmanndorf, propriétaire du domaine Schlissendor (Lnář).

## Administration
La commune se compose de deux sections :
- Čmelíny
- Víska

## Galerie

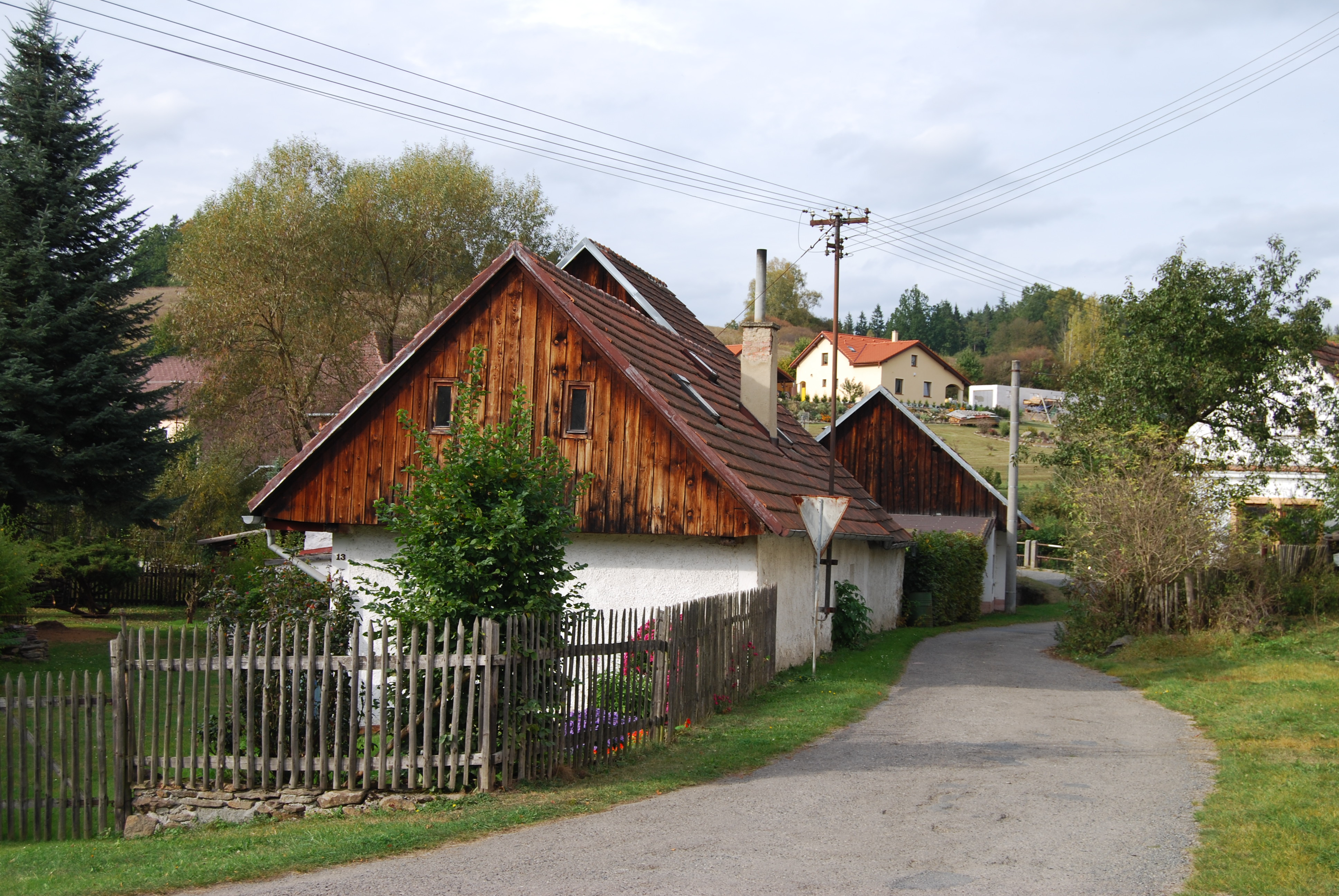
Une rue de Víska.
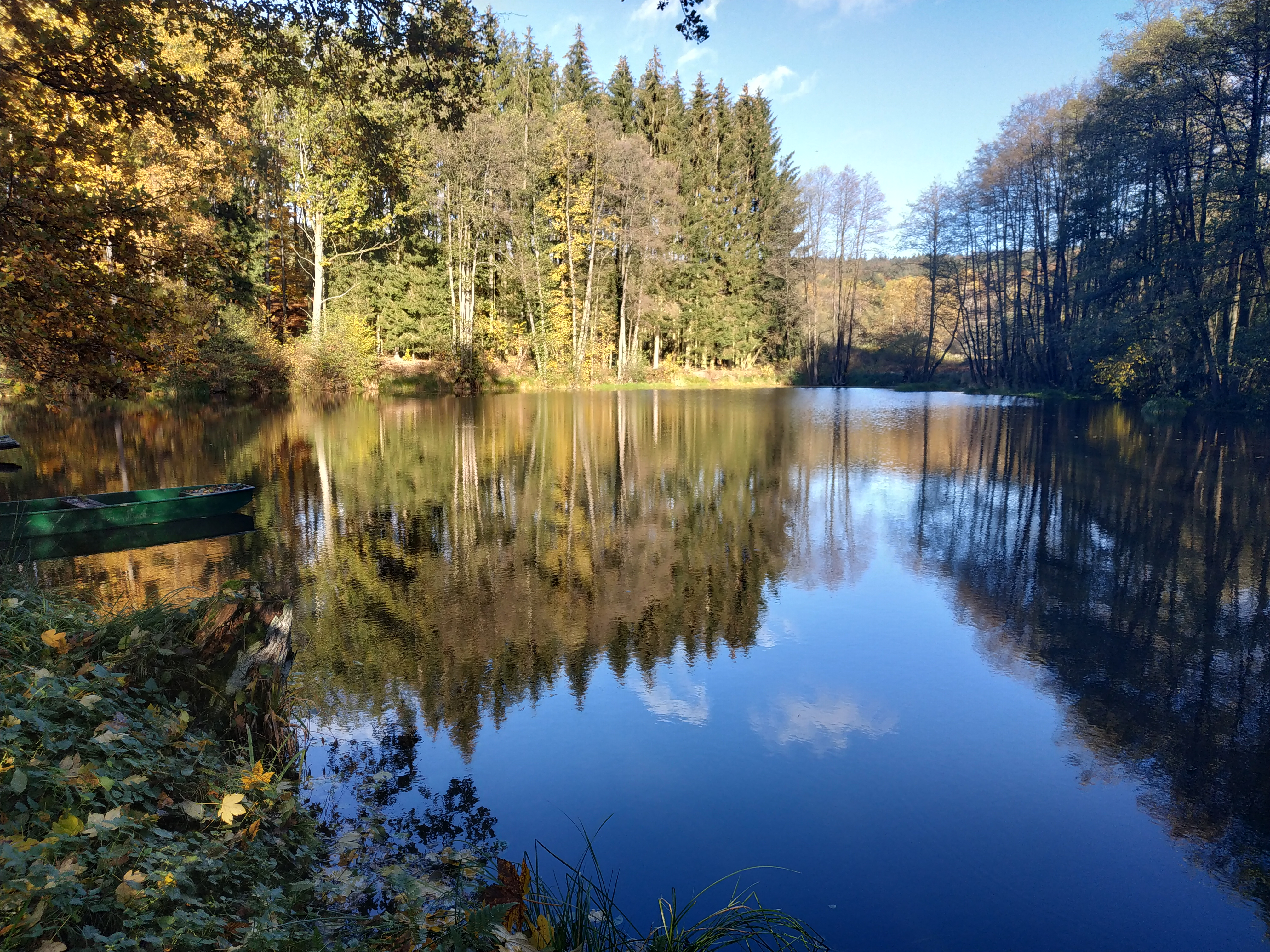
Étang d'Ohrazenice.

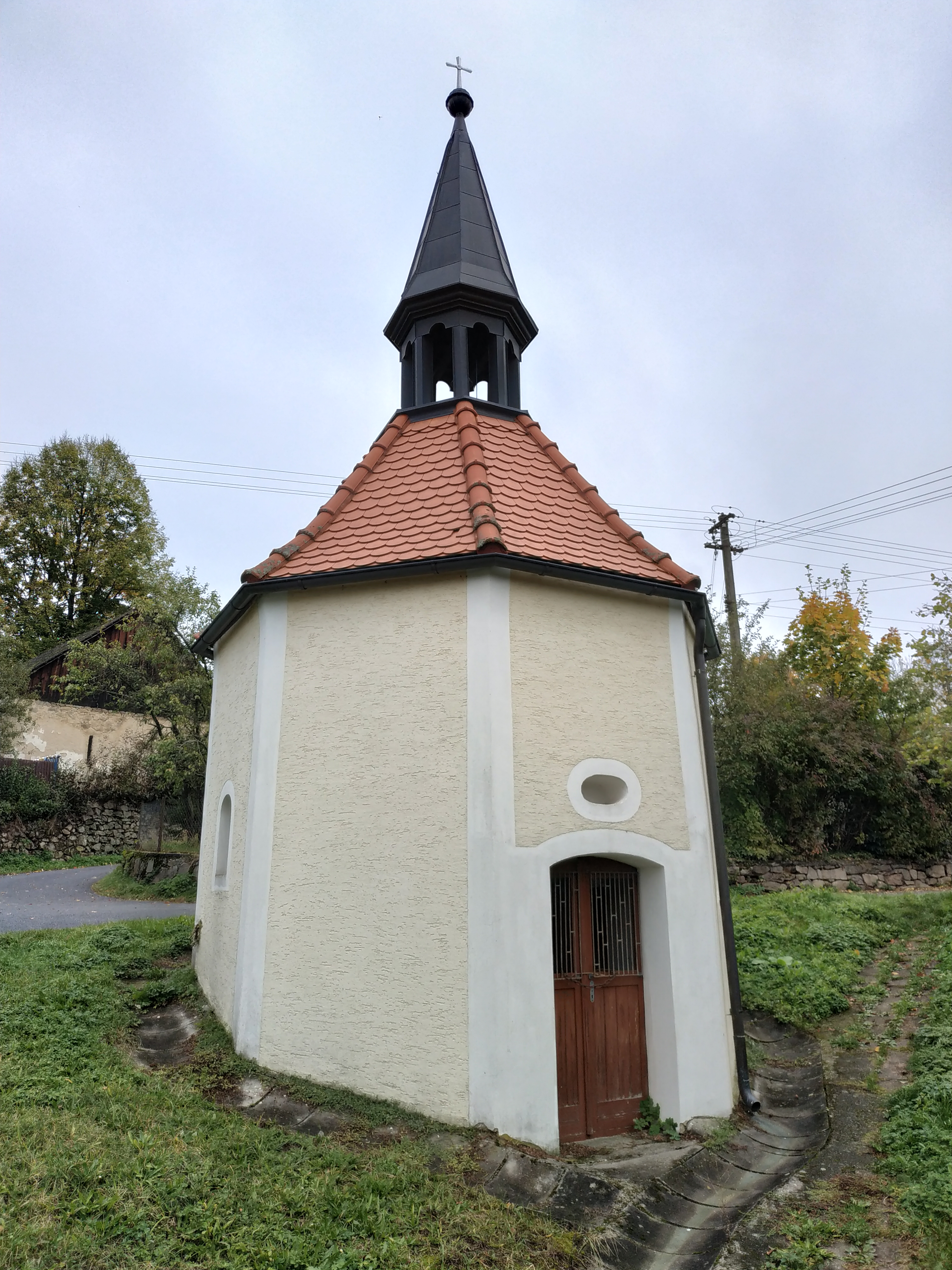
Chapelle à Víska.
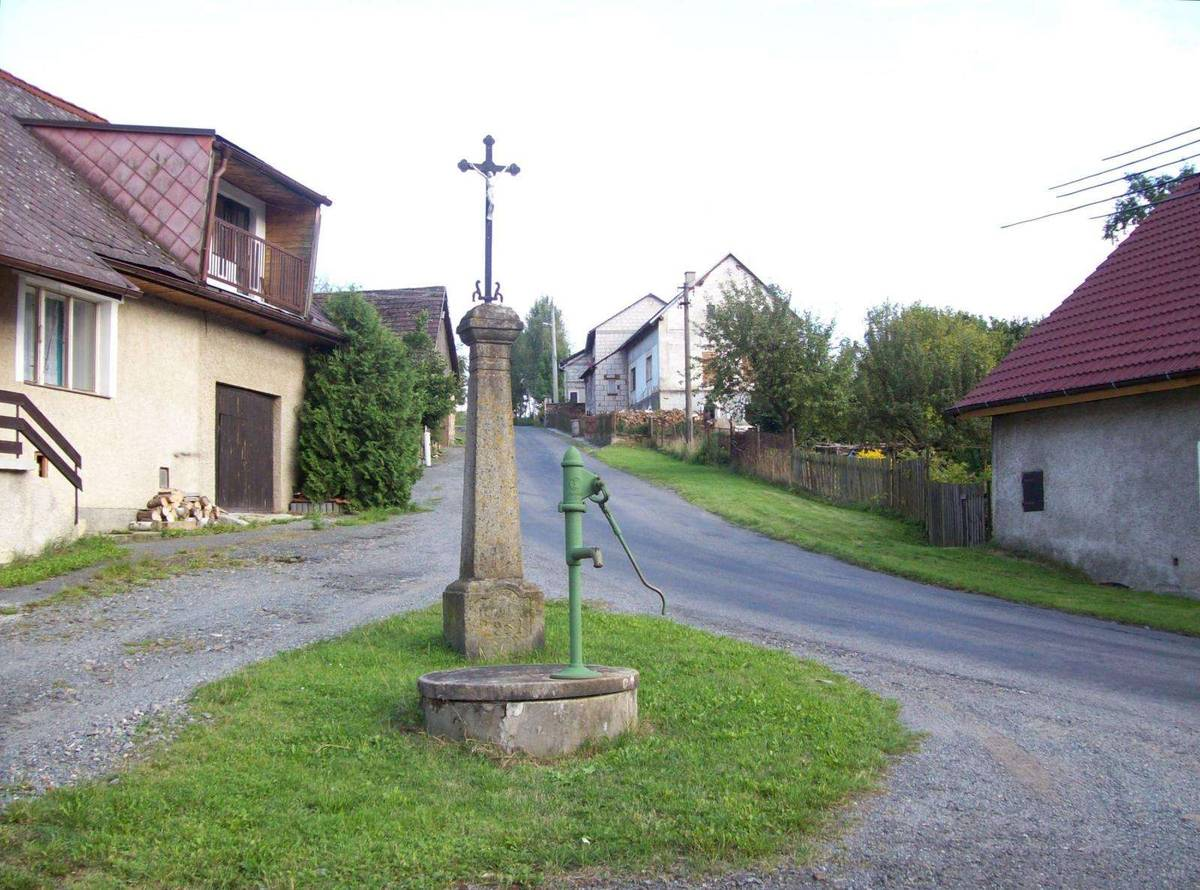
Croix à Čmelíny.
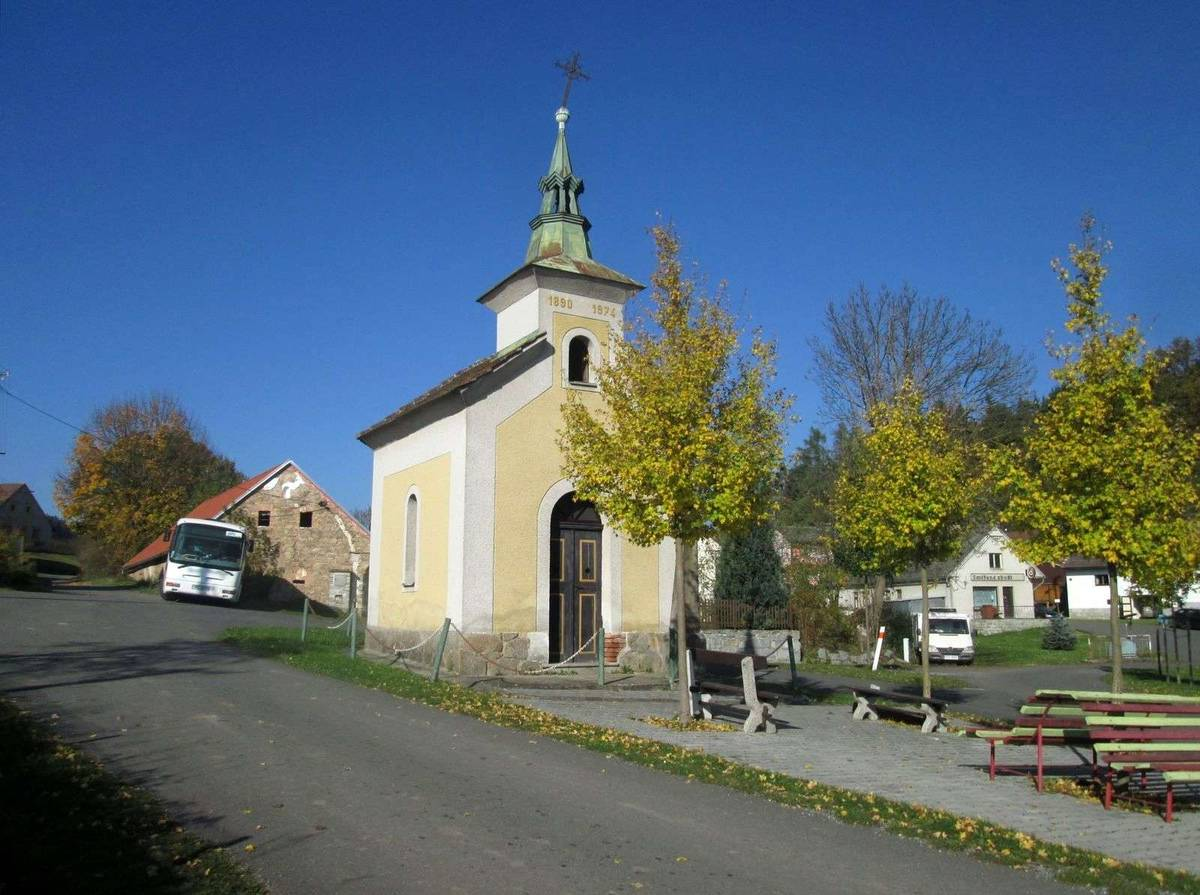
Chapelle à Čmelíny.

## Flore locale
Un grand nombre de genévrier commun pousse sur le territoire de la commune. Cette plante est considérée comme étant en voie de disparition dans le pays.

## Transports
Par la route, Čmelíny se trouve à 6 km de Nepomuk, à 33 km de Klatovy, à 42 km de Plzeň et à 101 km de Prague.